# Mekanisk energi
Mekanisk energi defineres som summen af potentiel og kinetisk energi,
{\displaystyle E_{\mathrm {mek} }=E_{\mathrm {pot} }+E_{\mathrm {kin} }}
I et lukket system hvor der kun virker konservative kræfter som fx tyngdekraften (dvs. hvor man kan udelukke bl.a. luftmodstand), vil den mekaniske energi være konstant.
Mange bevægelser (projektilbevægelse, planetbevægelse) kan forstås ved at energi omdannes fra potentiel til kinetisk energi og/eller den modsatte vej, mens den samlede mekaniske energi er bevaret.
Der er dog også mange situationer hvor den mekaniske energi ikke er bevaret. Når for eksempel en bil bremser, omdannes mekanisk energi til indre energi (varmeenergi) i bremsesystem, dæk, vej og så videre.
Man kan også udregne mekanisk energi med formlen
{\displaystyle E_{\mathrm {mek} }=m\cdot g\cdot h+{\frac {1}{2}}\cdot m\cdot v^{2}}
hvor
g = tyngdeaccelerationen,
h = højden over nulniveauet (f.eks. højden over jordoverfladen),
m = massen og
v = hastigheden.
Tab i den ene energiform fører til en lige så stor forøgelse af den anden. Summen af kinetisk energi Ekin og potentiel energi Epot må således være konstant.
{\displaystyle E_{\mathrm {mek} }=E_{\mathrm {pot} }+E_{\mathrm {kin} }=\mathrm {konstant} }
Den mekaniske energi er bevaret hvis, den mekaniske energi før er lig med den mekaniske energi efter 
{\displaystyle {\frac {1}{2}}\cdot m\cdot h_{1}+m\cdot v_{1}^{2}\cdot g={\frac {1}{2}}\cdot m\cdot h_{2}+m\cdot v_{2}^{2}\cdot g}
hvor {\displaystyle h_{1}} = højden før, {\displaystyle v_{1}} = hastigheden før, {\displaystyle h_{2}} = højden efter og {\displaystyle v_{2}} = hastigheden efter,
| Naturvidenskab | Spire Denne naturvidenskabsartikel er en spire som bør udbygges. Du er velkommen til at hjælpe Wikipedia ved at udvide den. |